# 波坦察省
波坦察省（義大利語：Provincia di Potenza）是意大利巴西利卡塔大区的一個省。面積6,545平方公里，2005年人口392,218人。首府波坦察。下分100市鎮。